# Парусія
Парусія (грец. παρουσία) — поняття християнського богослів'я, що спочатку означало як незриму присутність Господа Ісуса Христа у світі з моменту його приходу, так і пришестя його у кінці світу. Напружене, загальне і дієве очікування кінця світу.

## Етимологія
В оригінальному  грецькому тексті Нового Заповіту використовується  термін παρουσία (походить від παρα — «біля, поза», і ουσία — «існування»). Значення  слова: «присутність, наявність», «прибуття, прихід», «пришестя», «обставини, відповідний або зручний момент»